# RedSleeve
RedSleeve は、Linux カーネルをベースとする自由なオペレーティングシステム ディストリビューション。これは、Red Hat Enterprise Linux (RHEL) に由来する、ARMアーキテクチャへポートされたディストリビューションである。RedSleeve は、自由なエンタープライズクラスのコンピュータ利用基盤を提供するために存在し、Red Hat の上流ソースとのソース互換の維持を目標としている。
RedSleeve は Red Hat 社によって作られ入手できる、自由なオープンソースソフトウェアに由来するが、これは Red Hat によって生産、維持またはサポートされるものではない。特に、この製品は Red Hat Enterprise Linux の EULA 及び GNU General Public License の合意・条件の下で、Red Hat Enterprise Linux 版のソースコードからビルドされている。RedSleeve の名前は、これが何に由来し、直感的にどのディストリビューションが上流にあるのかが明白で、ARMプラットフォーム向けである事を暗に意味する事から選ばれた。
RedSleeve は、上流ディストリビューションがサポートしない新しいプラットフォームにポートしている点で、CentOS や Scientific Linux のような他の Red Hat Enterprise Linux に由来するものとは異なる。